# Condado de Muscogee
O Condado de Muscogee é um dos 159 condados do Estado americano de Geórgia. A sede do condado é Columbus, que é também a sua maior cidade. O condado tem uma área de 572 km², uma população de 186 291 habitantes, e uma densidade populacional de 333 hab/km² (segundo o censo nacional de 2000). O condado foi fundado em 9 de junho de 1825 e o seu nome provém da tribo ameríndia Muskogee, também conhecida pelo nome Creek.